# 1860 v športu
1860 v športu.

## Bejzbol
- Klub Excelsior iz Brooklyna gostuje pri okoliških klubih vse do Buffala

## Golf
- Prvo Odprto prvenstvo Anglije - zmagovalec Willie Park, Snr. na igrišču Prestwick Golf Club

## Nogomet
- 26. december - prva tekma med dvema kluboma, igrala sta Sheffield F.C. in Hallam F.C., rezultat 2-0
- Ustanovljen Lausanne Football and Cricket Club v Švici, prvi nogometni klub izven Anglije

## Veslanje
- Regata Oxford-Cambridge - zmagovalec Cambridge

## Rojstva
- 5. marec: Sam Thompson - ameriški igralec bejzbola